# استحواذ مدعوم بالقروض

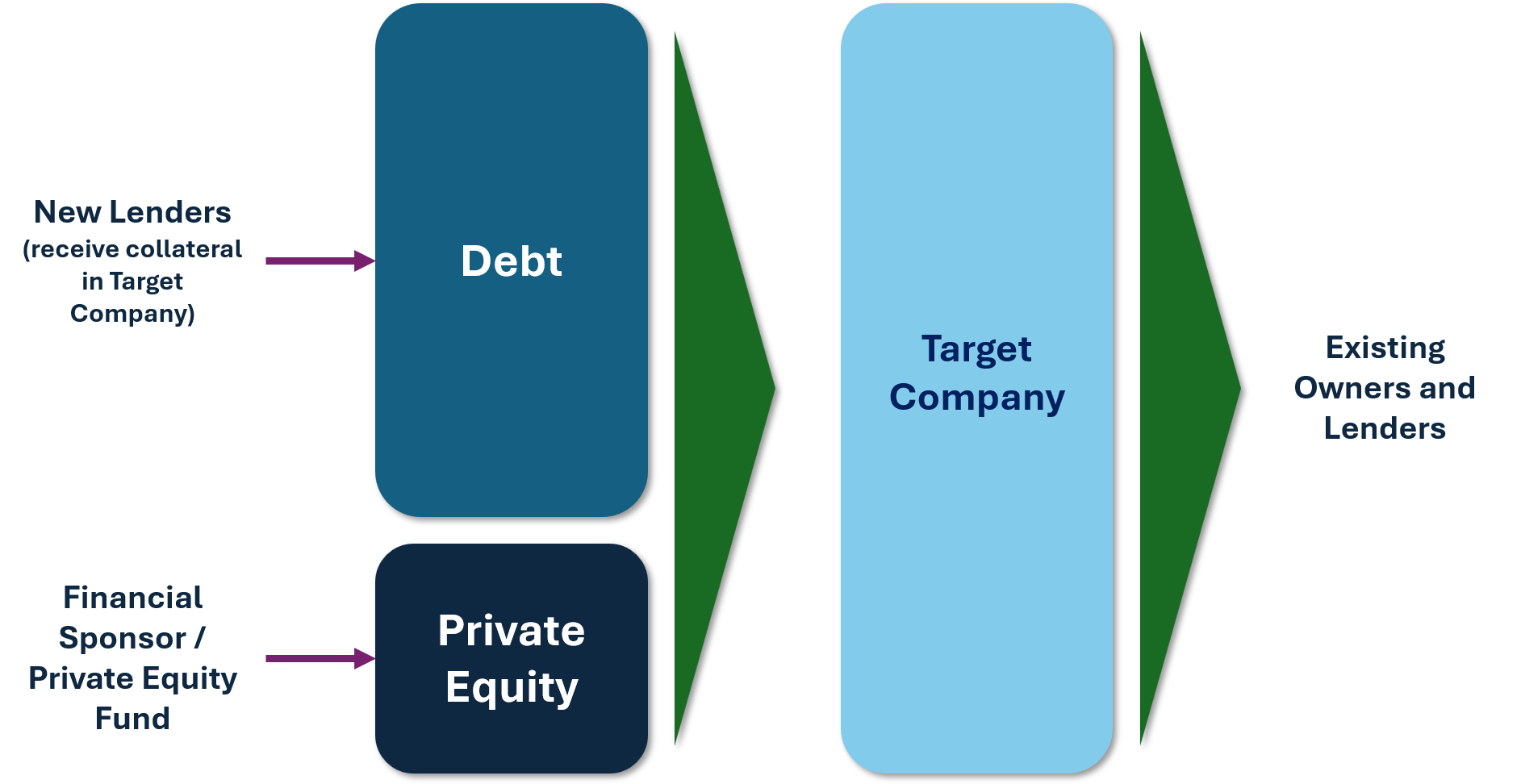
مخطط يوضح هيكل عملية الاستحواذ المدعوم بالقروض للأسهم الخاصة.

الاستحواذ المدعوم بالقروض (بالإنجليزية: Leveraged buyout)‏ عمليات استحواذ مموَّلَة بمعدل مرتفع من الاقتراض، يستخدم خلالها المُستَحوِذ نسبة عالية من المديونية نسبة لرأس المال لتسديد ثمن الهدف.

## الخصائص
أصبحت عمليات الاستحواذ المدعوم بالقروض جذابة إذ أنها عادة ما تمثل مكسبا للطرفين، للراعي المالي وللبنوك. الراعي المالي يمكن أن يزيد من معدل العائد على حقوق المساهمين له عن طريق استخدام القرض. ويمكن للمصارف الحصول على هوامش ربح أعلى بكثير عند دعم تمويل القروض التي تستخدم في الاستحواذ على الشركات بالمقارنة مع إقراض الشركات المعتاد.

## التاريخ
أول استحواذ مدعوم بالقروض كان في استحواذ شركة صناعات مالكوم ماكلين على مؤسسة سيلاند في يناير كانون الثاني عام 1955، وعلى شركة ووترمن ستيمشب في مايو 1955. وبموجب هذه الصفقة، اقترضت ماكلين 42 مليون دولار أمريكي وأضافت ربح بقيمة 7000000 دولار أمريكي من خلال الاستفادة من الأسهم الممتازة. عندما تمت الصفقة، تم استخدام 20 مليون دولار أمريكي من الأموال النقدية والأصول لإعادة 20 مليون دولار أمريكي من قيمة القرض.

## وصلات خارجية
- Jarrell، Gregg A. (2002). "Takeovers and Leveraged Buyouts". في ديفيد ر. هندرسون (ed.) (المحرر). Concise Encyclopedia of Economics (ط. 1st). Library of Economics and Liberty. مؤرشف من الأصل في 2019-09-30. {{استشهاد بموسوعة}}: |محرر= باسم عام (مساعدة) 317650570, 50016270 and 163149563
- LCD Loan Market Primer: LBOs – في ماذا تستخدم القروض بغرض الاستحواذ؟
- Investopedia definition – Leveraged Buyout